# 橘高文彦
橘高 文彦（きつたか ふみひこ、1965年12月27日 - ）は、大阪府枚方市出身のギタリスト、作曲家、音楽プロデューサー。
1984年にヘヴィメタルギタリストとしてデビューし、以後、様々なバンドを渡り歩く。現在加入し活動しているバンドは、筋肉少女帯、X.Y.Z.→A、大槻ケンヂと橘高文彦（ユニット）の3組である。
妻と3人の息子がいる。実兄の橘高正彦は競技麻雀のプロ雀士である。

## 来歴
1980年、中学2年生の3学期に上京。渋谷区立松濤中学校、立教高等学校（現・立教新座高等学校）卒業。
1981年、ヘヴィメタルバンド「SLEAZY LUSTER（スリージー・ラスター）」結成。高校生バンドとしてアマチュアコンテストで入選。筋肉少女帯や太田明の「Y.T.J」ともこの大会の予選で知り合っている。橘高は当時から速弾きギタリストとしてアマチュア界隈では一目置かれる存在であった。当時バックバンドを募集していた浜田麻里の所属事務所にデモテープを送り、採用されメジャー契約を結ぶ。
1984年、バンド名を「AROUGE（アルージュ）」と改名し、ギタリストとしてメジャーデビューする。デビューアルバム「AROUGE ～暴逆の貴公子～」においてはギタリストとしてのみならずセルフプロデュースも行った。1986年、「AROUGE」解散。
1988年、録音スタジオにてアルバイトしていた頃、「筋肉少女帯」ボーカルの大槻ケンヂから電話にて加入の誘いを受ける。当時の筋肉少女帯はギタリスト加藤卓之の1988年ツアー途中での脱退後、横関敦が2ndアルバム発売後のツアー終了（1989年2月）までの期間限定契約でサポートとして参加しており、正規メンバーとしてのギタリストを探していた。
1989年、オーディションを経て筋肉少女帯に第22期メンバーとして加入。当初、橘高はピアニストの三柴理と共にプレイ出来ると思っていたが、彼のオーディションが行われた同日夜のミーティングにて三柴がツアー最終日での脱退を表明。後に「三柴君と一緒にやれると思っていたら、彼が辞めちゃって」と語っている。その後、在籍期間中は編曲と共にサウンドプローデュースも行い、バンドの発展に貢献する。
1994年、ソロ活動に際し、橘高、齋藤哲也、秦野猛行をキーメンバーとしたバンド「Euphoria（ユーフォリア）」を結成。ユニバーサルビクターよりアルバム1枚をリリースし、ライヴ活動も行った。
1999年、前年にドラマーの太田明が脱退をしたこと、リーダーの大槻ケンヂがメンバーの一新により新たな活動をしたい旨を告げたことなどを受けて筋肉少女帯からの脱退を決意。5月17日、脱退を表明した。また「筋肉少女帯」から脱退する直前に二井原実、和佐田達彦、ファンキー末吉と共に、「X.Y.Z.→A」を結成。脱退後は「X.Y.Z.→A」に身を置き、こちらでもギタリスト、サウンドプロデューサーとして活動する。なお脱退後も大槻ケンヂらとは交流があり、大槻のバンド「特撮」とは対バンライブを行い、「イワンのばか」など筋肉少女帯時代の曲をセッションして披露していた。
2005年、デビュー20周年を記念してソロプロジェクトを始動。記念アルバム「NEVER ENDING STORY」をリリース。このアルバムは橘高が過去及び現在までに在籍したバンドのボーカル二井原実、大槻ケンヂなどがゲストとして顔を揃え、最後の曲「THANK YOU」では自らボーカルを担当した。
2006年、大槻ケンヂと共に「大槻ケンヂと橘高文彦」の名でユニットを結成し、シングル「踊る赤ちゃん人間」をリリース。レコーディングとその年の7月に行ったライブにて念願の三柴理と競演を果たした。またライブのゲストに筋肉少女帯メンバーの内田雄一郎と本城聡章が登場。筋肉少女帯再結成を宣言し、大槻ケンヂと共に再加入を果たす。なお「大槻ケンヂと橘高文彦」は当初期間限定のユニットかと思われたが、その後もライブを開催したり、イベントなどに参加してはアンプラグド形式のライブを行っていた。
2010年、デビュー25周年を記念して、記念アルバム「DREAM CASTLE ~BEST OF FUMIHIKO KITSUTAKA~」をリリース。このアルバムは橘高が過去及び現在までに在籍したバンド曲のベスト盤となっており、最後の曲「夢のあとさき」ではボーカル山田晃士（AROUGE）、大槻ケンヂ（筋肉少女帯）、二井原実（X.Y.Z.→A）、tezya（Euphoria）などがゲストとして顔を揃え、自らもボーカルを行った。

## 人物
音楽面ではクイーンやキッス等のバンド、マイケル・シェンカーや山本恭司といったメロディアスな「泣き」を持つギタリストを主として、ハードロック／ヘヴィメタルから大きな影響を受けている。またレコーディングやライブではギブソン社が販売しているエレクトリックギター「フライングV」をメインに使用しているが、時には台にセットした12弦ギターなども使用する（90年代初期にはジャクソン社のランディV、X.Y.Z.→A加入以降は自身のシグネイチャーモデルであるキャパリソンのフライングVを使用している）。また筋肉少女帯の4thアルバム「サーカス団パノラマ島へ帰る」ではマンドリンを演奏している。
演奏に関しては卓越した技術を持っており、タッピングやアーミング、エコノミーピッキングをほとんど行わず、オルタネイトピッキングを基本にピッキングハーモニクスを多用しながら、激しいステージ・パフォーマンスを展開するギタリストである。本人曰く「お城を建てる」ような様式美に溢れたギターソロは全キャリアを通じて不変のスタイル。しかし速弾きのみに拘泥しているわけではなく、叙情的なアコースティック・ギターによるリードや、逆にフラッシーな連譜を用いない「泣き」のロングトーンなどの起伏を織り交ぜたプレイ、スタジオ作業においてもギター・オーケストレーションを得意とするほか、パロディ・オマージュを問わず様々なジャンルが混淆する筋肉少女帯のサウンドにおいて多彩な音楽のアプローチをそつなくこなし、実質的なプロデュースを取りまとめるなど、抽斗の多いプレイヤーでもある。ギターソロは基本的に手癖的なリックをちりばめたインプロヴィゼーションによるものであるが、「詩人オウムの世界」は筋肉少女帯加入前に作曲した曲であり橘高自身にとっては思い入れがある曲で、この曲だけはきちんと譜面に起して作曲した、と語る。
衣装に関してはロングブーツに網タイツなどに加え、エナメルやフリルをあしらったゴシックロリータ風の中性的な衣装を着用することが多い。しかしある日ライブの打ち上げで居酒屋で飲み会をしている最中、「橘高さんは靴下がダメです!」とファンの子に指摘された。また筋肉少女帯時代、ライブ中にメイクが崩れると、大槻の長いMCの最中に舞台の裏にサッと戻り楽屋で直していた。また再結成後に出演したNHKの歌番組においての発言によれば、「普通の橘高文彦から、ギタリストの橘高文彦になるまでにかかる時間は3時間」とのこと。
一時期、大槻ケンヂ同様ノイローゼに悩まされ、レコーディングやインタビューの待ち合わせ時間に大幅に遅刻、ないし現れないなどの「奇行」が目立った。その結果として精神的に疲弊し、一時はバンドに迷惑をかけてはいけないと脱退を決意していたが、メンバーから「一緒に頑張ってやろうぜ」と慰留された。
常々「ロックとは何か?」と自問自答などしており、よくメンバーにロックについて語っている。しかし大槻はこの事を多少疎ましく感じていたらしく、ライブの打ち上げで大槻とベースの内田雄一郎が漫画「アストロ球団」について語っていたところ、険しい顔をした橘高が近づいてきて「君達!!ロックの話をしろー!!」と叫び激怒した事件は2人を唖然とさせた。後日、楽屋で橘高が内田と共にファミコンソフトについて語っていたところ、目撃した大槻にすかさず同じセリフを言い返されたという。
またライブ中、大槻がぬいぐるみをグルグルと振り回すパフォーマンスをした際、終了後に橘高は「ロックとは思えないから止めてくれないか?」と注意した。この事を予測していた大槻は「これは俺のロックとしての表現だ」と言いくるめ、橘高は腑に落ちないものの納得させられる。後日橘高は大槻に「今度はコレを振り回したら?」と別のぬいぐるみをプレゼントした。
筋肉少女帯脱退後に「X.Y.Z.→A」に身を置きギタリストとして活動していく決意表明として、トレードマークだった金髪のボリュームヘアを黒髪のストレートに変え、ヴォーカルの二井原実を驚かせた。
大槻の対談集「猫対犬」にてヘヴィメタルバンド「陰陽座」のリーダー瞬火は筋肉少女帯のファンで、中でも橘高が加入した後期の作品が好きだと語っており、その際大槻は「俺が猛烈に歌が巧くて、橘高がリーダーだったら筋少はメタルバンドになっていた」と述べた。
かつては上記のノイローゼのせいもあってバンド内では遅刻魔だったが、筋少再結成時の時に大槻は「橘高は昔と変わり、しっかりした大人になっていた」と語っている。

## ディスコグラフィー
筋肉少女帯での作品は筋肉少女帯#作品、X.Y.Z.→Aでの作品はX.Y.Z.→A#ディスコグラフィをそれぞれ参照。

### シングル
1. SLEAZY LUSTER （1983年自主制作カセットテープ）
後にアルバム「AROUGE ～暴逆の貴公子～+11 RARE TRACKS」に収録
2. ボヨヨンロック（「まんが道」シングル） （1989年4月19日）
大槻ケンヂと内田雄一郎のユニットを、橘高を含む筋肉少女帯の他のメンバー3人が「ボヨヨン1～3号」の名でサポート。要するに実態は筋肉少女帯である[5]。
3. 踊る赤ちゃん人間 （「大槻ケンヂと橘高文彦」名義） （2006年7月20日)
アニメ「N・H・Kにようこそ!」エンディングテーマ。

### アルバム
| 発売日         | タイトル                                    | 備考 |
| -------------- | ------------------------------------------- | --- |
| 1984年11月     | AROUGE 〜暴逆の貴公子〜                     | 『AROUGE』のデビューアルバム、2004年12月24日に『AROUGE ～暴逆の貴公子～+11 RARE TRACKS』としてリマスタリング＆ボーナスCD付きの2枚組で再発売 |
| 1985年4月21日  | HEAVY METAL GUITAR BATTLE Vol.1             | 『松本孝弘&松川敏也&北島健二&橘高文彦』名義のオムニバスアルバム、M7「FALCOM」、M8「JUSTICE OF BLACK」が橘高によるもの                       |
| 1994年12月16日 | Euphoria                                    | 『FUMIHIKO KITSUTAKA'S EUPHORIA』名義 |
| 2005年1月16日  | NEVER ENDING STORY                          | デビュー20周年記念アルバム、『橘高文彦＆フレンズ』名義、二井原実、大槻ケンヂ、山田晃士、tezyaがゲストに参加                                 |
| 2010年10月20日 | DREAM CASTLE 〜BEST OF FUMIHIKO KITSUTAKA〜 | デビュー25周年記念オールタイムベストアルバム、『橘高文彦＆25th Anniversary All Stars』による新曲も収録                                      |
| 2020年4月4日   | Dream On Guitars                            | 『FUMIHIKO KITSUTAKA ＆ TOSHIAKI HONJO Acoustic Sessions』名義の弾き語りCD、Blasty Artist Shopにて通信販売                                  |
| 2022年3月19日  | Dream On Guitars II                         | 『FUMIHIKO KITSUTAKA ＆ TOSHIAKI HONJO Acoustic Sessions』名義の弾き語りCD第2弾、ライブ会場&Blasty Artist Shopにて通信販売                  |

### DVD
| 発売日         | タイトル                                                                       | 備考 |
| -------------- | ------------------------------------------------------------------------------ | --- |
| 2004年4月20日  | 橘高文彦直伝 ハードロック・ギターの極致                                        | ギター教則DVD、2011年9月3日に「橘高文彦 直伝 ハード・ロック・ギターの極致 BEST PRICE」として廉価版販売                      |
| 2004年12月24日 | SACRED GARDEN ~FUMIHIKO KITSUTAKA'S EUPHORIA LIVE~                             | 『FUMIHIKO KITSUTAKA'S EUPHORIA』名義のライブ                                                                               |
| 2006年10月27日 | 大槻ケンヂと橘高文彦ライブ ザ・仲直り!~そしてその後の展開は?~筋肉少女帯 復活!? | 『大槻ケンヂと橘高文彦』名義のライブ                                                                                        |
| 2011年4月6日   | Fumihiko Kitsutaka 25th Anniversary ~LIVE! Dream Castle~                       | デビュー25周年記念ライブ、『筋肉少女帯』、『X.Y.Z.→A』、『AROUGE』、『Fumihiko Kitsutaka's Euphoria』のメンバーがゲスト参加 |
| 2016年7月13日  | 橘高文彦デビュー30周年記念LIVE“AROUGE"                                         | デビュー30周年記念公演ライブBlu-rayの4作同時発売、『AROUGE』のメンバーが参加                                                |
| 2016年7月13日  | 橘高文彦デビュー30周年記念LIVE“筋肉少女帯”                                     | デビュー30周年記念公演ライブBlu-rayの4作同時発売、『筋肉少女帯』のメンバーが参加                                            |
| 2016年7月13日  | 橘高文彦デビュー30周年記念LIVE“Fumihiko Kitsutaka's Euphoria"                  | デビュー30周年記念公演ライブBlu-rayの4作同時発売、『FUMIHIKO KITSUTAKA'S EUPHORIA』のメンバーが参加                         |
| 2016年7月13日  | 橘高文彦デビュー30周年記念LIVE“X.Y.Z.→A"                                       | デビュー30周年記念公演ライブBlu-rayの4作同時発売、『X.Y.Z.→A』のメンバーが参加                                              |

### 書籍
1. 橘高文彦魅惑のハードロックギター教本 （1990年 立東社）
2. 100%橘高文彦 （1996年 シンコーミュージック）
現在この2冊は絶版のため復刊ドットコムにて復刊のリクエスト投票がなされている。

### 参加
1. I STAND HERE FOR YOU（大槻ケンヂソロアルバム） （1995年8月23日）
M2「モンブランケーキ」、M10「天使たちのシーン」に個人名でギターとして参加。M6「FOOLISH GO-ER 」にはEuphoriaとして参加している。
2. Who do They think We are ? -A Tribute to Deep Purple From Japan（Deep Purpleトリビュートアルバム） （1996年5月22日）
M8「Woman From Tokyo」に個人名でギターとして参加。
3. 西城秀樹ROCKトリビュート （西城秀樹トリビュートアルバム） （1997年7月24日）
M5「傷だらけのローラ」にFUMIHIKO KITSUTAKA'S"LOLA"名でギターとして参加。
4. Insula Sacra（BELLFAST） （2010年10月27日）
M8「Sail Under the Midnight Sun」に個人名でギターとして参加。